# Rotschwanzwürger
Der Rotschwanzwürger (Lanius phoenicuroides), gelegentlich auch Turkestanwürger genannt, ist ein Singvogel aus der Gattung Lanius in der Familie der Würger (Laniidae). Der eher kleine Würger von graubraunem und schwarzem Aussehen bewohnt ein ausgedehntes Gebiet zwischen dem Kaspischen Meer im Westen und dem Altai und Westchina im Osten. Er weist etwas stärkere Farbkontraste auf als andere Vertreter aus dem L. isabellinus Artenkreis, dem auch er angehört.
Wie seine sehr nahen Verwandten, mit denen die Art auch häufig hybridisiert und fruchtbare Nachkommen mit intermediärer Färbung hervorbringt, ist auch der Rotschwanzwürger ein obligater Zugvogel mit Überwinterungsgebieten auf der Arabischen Halbinsel und in Afrika bis an die Atlantikküste, vor allem nördlich des Äquators. Rotschwanzwürger sind Ansitzjäger und ernähren sich vornehmlich von größeren Insekten, eher selten von kleinen Wirbeltieren.
Die systematische Situation in diesem Artenkomplex war lange Zeit unübersichtlich und wurde kontrovers diskutiert; meist wurde die Art als Unterart des Isabellwürgers betrachtet. Erst seit 2005 begann sich langsam die Ansicht durchzusetzen, dass L. phoenicuroides als eigenständige Art aufzufassen ist, eine Ansicht, die vor allem von russischen Ornithologen schon lange zuvor vehement vertreten wurde. Nach und nach folgten alle Autoritäten, sodass der Artstatus zurzeit (2018) unbestritten ist. Trotz vieler Farbvarianten, die wahrscheinlich auf Mischbruten zurückzuführen sind, werden keine Unterarten beschrieben.
Der Rotschwanzwürger bewohnt ein sehr großes Gebiet, in dem er stellenweise häufig vorkommt. Nach Einschätzung der IUCN ist der Bestand der Art nicht gefährdet.

## Aussehen
Mit etwa 16,5 bis 18,0 cm Körperlänge und einem Gewicht zwischen 25 und fast 40 Gramm ist der Rotschwanzwürger etwa so groß und ungefähr so schwer wie Neuntöter, Braunwürger und Isabellwürger, mit denen er eine Superspezies bildet; auch in der Farbverteilung ähnelt er den genannten Arten. In den Berührungszonen dieser Würgerarten kommt es zu unterschiedlichen Mischbruten, sodass die Bestimmungssituation in diesem Artenkreis insgesamt äußerst komplex und schwierig ist.
Der Oberkopf ist lebhaft rostbraun, die übrige Oberseite meist grau behaucht zimtbraun. Die Oberschwanzdecken sind braunrot. Die schwarze Augenbinde ist an der Schnabelwurzel sehr schmal verbunden; sie ist auf der Ober- und Unterseite fein weiß eingefasst. Die Kehle ist reinweiß, die übrige Unterseite auf schmutzig weißem Grund blass-rötlich überflogen, an den Flanken wesentlich intensiver. Die Steuerfedern sind zur Spitze hin dunkler werdend braunrot, terminal mit einer feinen weißen Zeichnung. Die Schwingen sind braunschwarz; sie sind an den Spitzen und Außenfahnen hellbeige gesäumt. Die Basis der Handschwingen ist weiß; sie bildet beim sitzenden Vogel einen immer sichtbaren Flügelspiegel, beim fliegenden ein sichelförmiges Flügelfeld. Die Federn von Mantel und Oberflügeldecken sind auf braunem Grund recht breit hell rostbraun gerandet. Die Läufe sind schwärzlich, ebenso die Augen. Auch der Schnabel ist so gefärbt, nur der basale Teil des Unterschnabels ist meist heller.
Weibchen sind fahler, sie wirken fast einfarbig bräunlich. Die Augenbinde ist schwarzbraun, schmäler als beim Männchen und beginnt meist erst kurz vor den Augen. Oft weisen Weibchen auf Brust und Flanken eine feine Wellenzeichnung auf, zuweilen auch auf der Kehle. Der Flügelspiegel ist im Sitzen fast nie, im Fliegen nicht immer zu sehen. Jungvögel gleichen weitgehend Weibchen; häufig ist jedoch bei ihnen auch die Kopfoberseite undeutlich dunkel gesperbert.

## Mauser
Ausmaß und Art der Mauser adulter Vögel hängen offenbar stark mit der Brut- und Zugphänologie zusammen. Manche Altvögel finden vor dem Wegzug Zeit für eine Komplettmauser. Die meisten wechseln jedoch nur einige Armschwingen und die meisten- oder alle Steuerfedern und setzen die Mauser in den Winterquartieren fort. Wenige Spätbrüter verlassen vollkommen unvermausert die Brutreviere und beginnen und beenden sie während der Wintermonate. Jungvögel wechseln vor dem Wegzug in das erste Erwachsenengefieder und mausern im nächsten Jahr im Brutgebiet in das Adultkleid.

## Lautäußerungen
Sowohl der Gesang als auch die Rufe des Rotschwanzwürgers ähneln denen des Neuntöters sehr. Der Gesang ist ein leises, häufig melodisches, Zwitschern und Trällern, oft eingeleitet mit einigen rauen Rufen und durchsetzt mit Pfiffen und gepressten Tönen sowie mit unterschiedlichen Gesangsimitationen anderer im Lebensraum beheimateter Singvögel. Der Revierruf ist ein gereihter, unterschiedlich vokalisierter, scharfer, zuweilen auch explosiv artikulierter Ruf, der sich etwa mit T(j)schäk…t(j)schäk transkribieren lässt; er ist häufig zu hören. Bei gesteigerter Erregung wird er avokalischer, heiserer und rauer. Begleitet sind diese Rufe von Schwanzdrehen, Flügelflattern und Schnabelknappen. Der Balzruf wird mit zautzat…zautzat…tzauzat wiedergegeben, in sexuell bestimmtem Kontext ist oft auch ein gereihtes Koik…koik zu hören.

## Verbreitung und Lebensraum

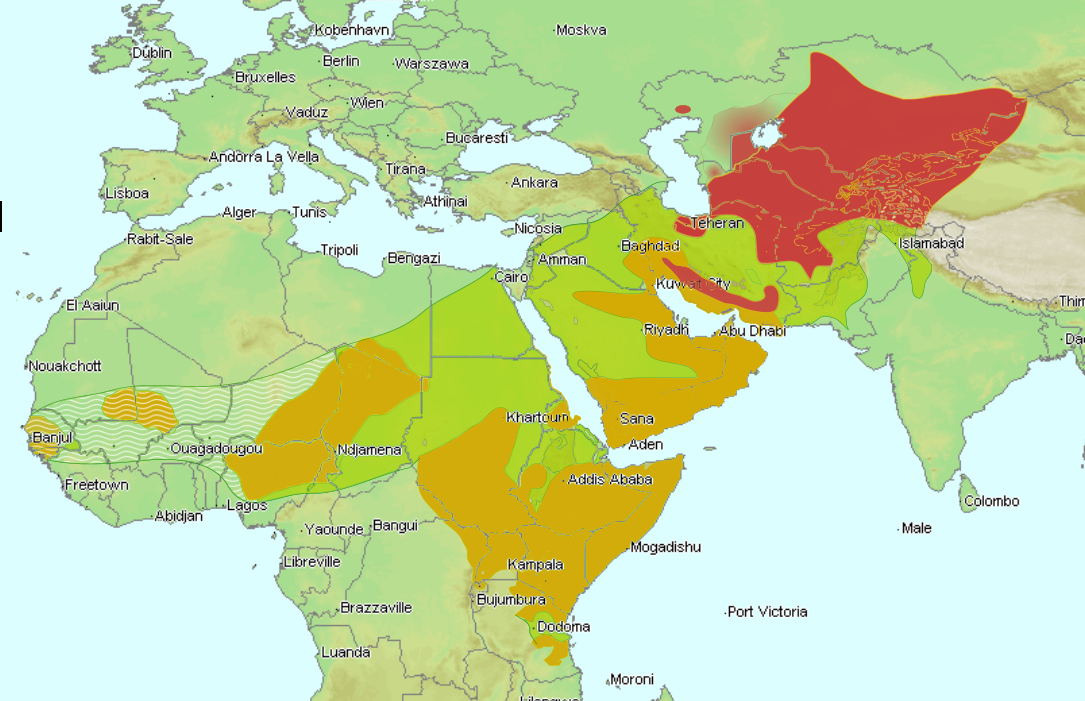
Verbreitung des Rotschwanzwürgers rot: Brutgebiet des Rotschwanzwürgers; blass rot: Ausbreitungsgebiete ocker: Überwinterungsgebiete von Rotschwanzwürger und Isabellwürger hellgrün: Zugkorridor beider Arten; hellgrün gestreift: Zugkorridor nur Rotschwanzwürger

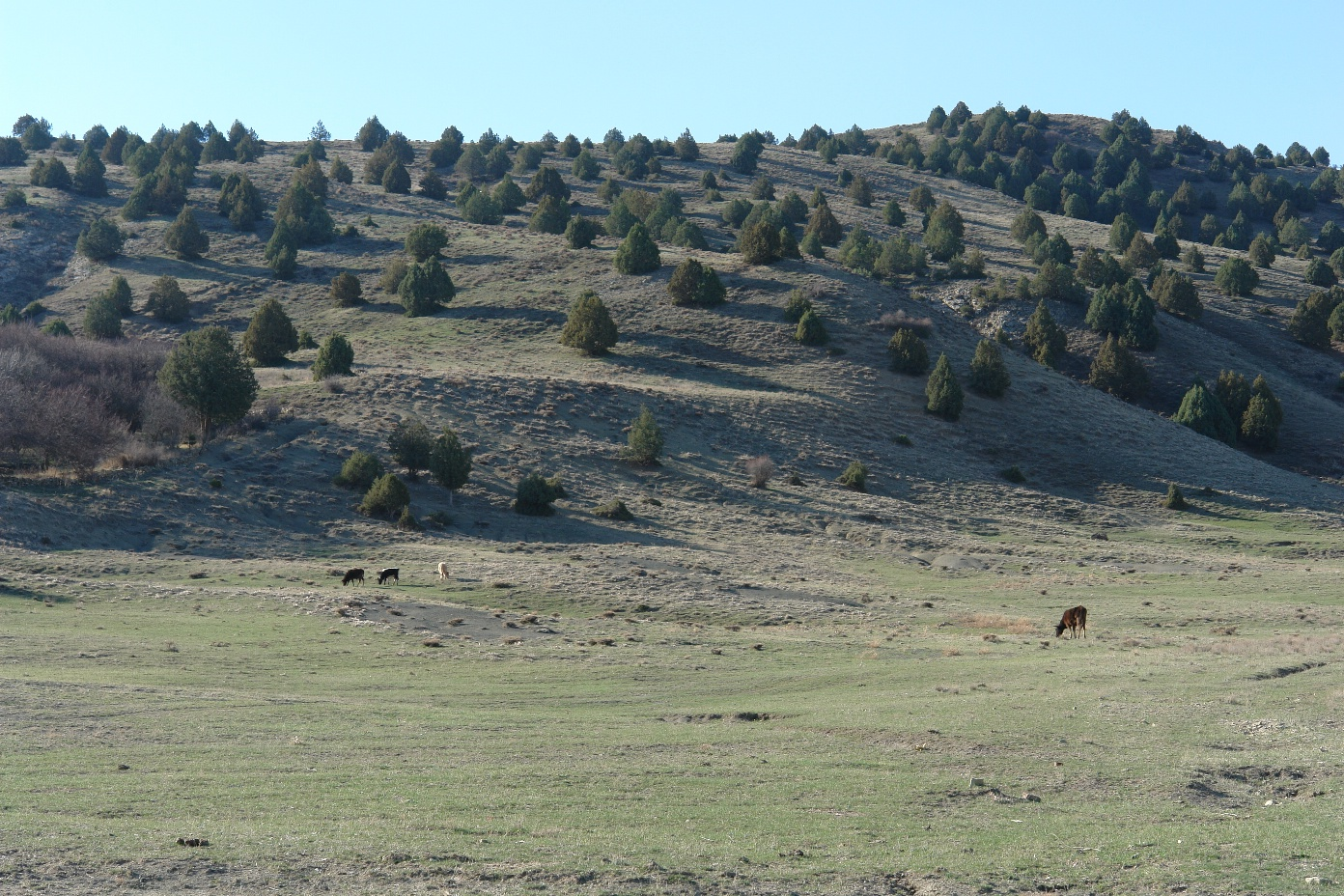
Ein typisches Bruthabitat des Rotschwanzwürgers in Turkmenistan

Der Rotschwanzwürger brütet verbreitet in den Bergzonen Nord- und Ostirans, nord- und ostwärts weit verbreitet in den mittelasiatischen Staaten Turkmenistan, Usbekistan, Tadschikistan und Kirgisistan. Nach Norden zu kommt er in Süd-, Zentral- und Ostkasachstan recht häufig vor. Die nördlichsten Brutplätze liegen im Quellbereich des Ishim, eines Nebenflusses des Irtysch. Nach Osten erreicht das Verbreitungsgebiet die Dsungarei und den Altai sowie die westlichen Randbereiche der Taklamakan in der chinesischen Provinz Xinjiang. Weiter südostwärts ist die Art wahrscheinlich im äußersten Norden Pakistans Brutvogel und brütet sicher in Zentralpakistan sowie in weiten Bereichen Afghanistans. Isoliert von diesen Verbreitungsgebieten liegen recht ausgedehnte Brutvorkommen im südöstlichen Zagrosgebirge sowie südlich des Kaspischen Meeres im Iran. Aufgrund der Landschaftsstrukturen dieser Gebiete mit vegetationslosen Sandwüsten, baum- und strauchlosen Steppen sowie hochmontanen Gebieten, Landschaftsformen, die der Rotschwanzwürger nicht nutzen kann, ist die Verbreitung insgesamt lückig und nicht flächendeckend.

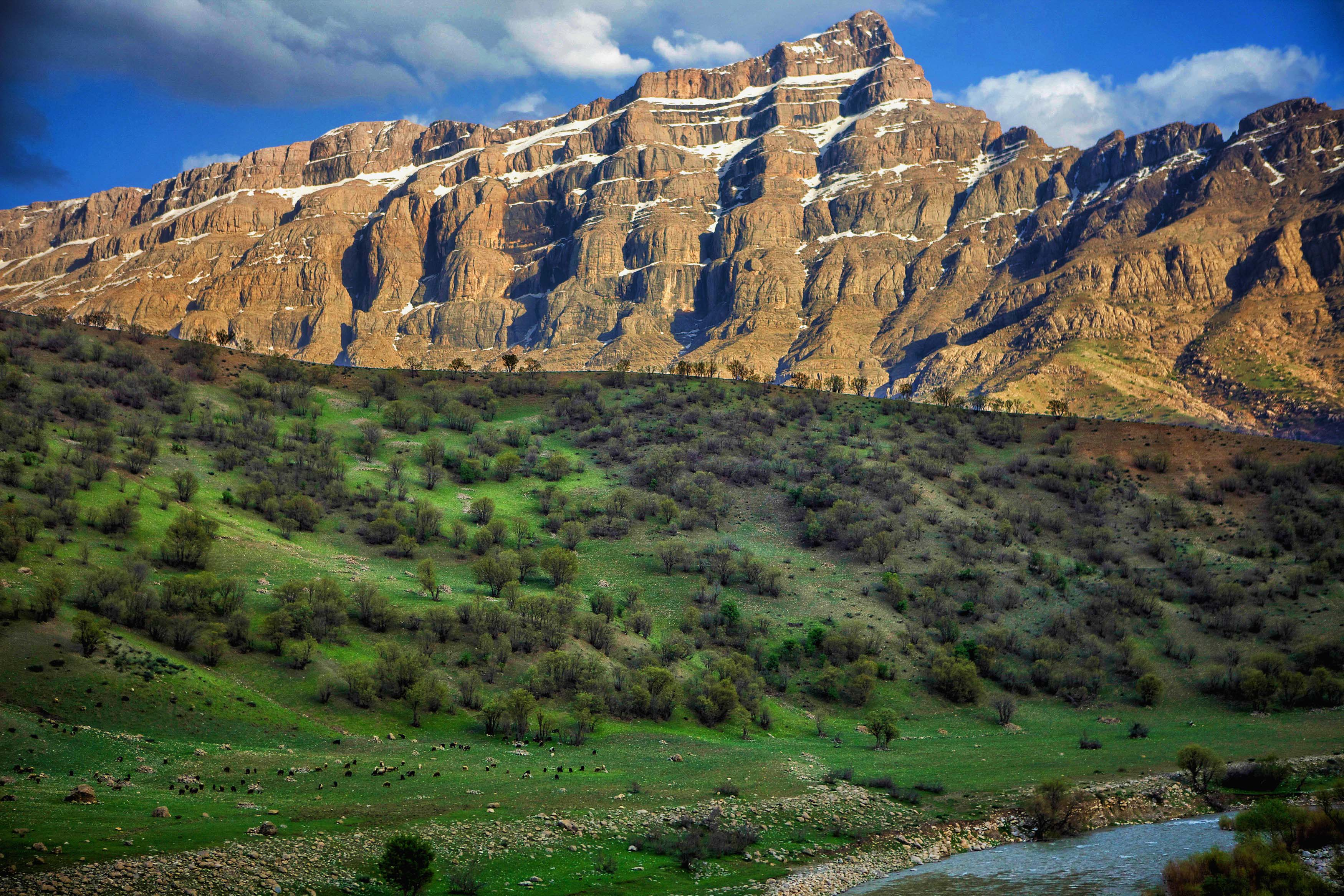
Mit Büschen und Bäumen bestandenes kurzrasiges Hochland, oft an Fließgewässern, ist bevorzugter Lebensraum der Art im Iran

In den letzten Jahren wurden Ausdehnungstendenzen der Art nach Nordwesten festgestellt. Die am weitesten vorgeschobenen Brutplätze befanden sich im südlichen Zwischenstromland von Wolga und Ural, nördlich des Kaspischen Meeres.
Die Art brütet in Trockensteppen und Halbwüsten sowie im ariden Hochland. Im Tiefland kommt der Rotschwanzwürger vor allem in Tamariskenbeständen und Gehölzinseln entlang von Fließgewässern oder temporär austrocknenden Flusstälern vor, nistet in Sanddorn- und Erbsenstrauchdickichten und lockeren Saxaulbeständen. Er erscheint auch in großen Obstgärten, in Mandel- und Pistazienhainen sowie am Rande extensiv genutzter Agrarflächen und brütet in großen Parks innerhalb großer Städte. In montanen Gebieten bevorzugt er offene Wacholdergehölze und dringt vereinzelt bis in die Kriechwacholderregion vor. In den Verlandungszonen der Seen, wie am Balchaschsee, findet die Art auch im Schilfröhricht geeignete Brutplätze.
Die Art ist von den Niederungen um 200 Meter bis in hochmontane Lagen verbreitet. Der höchstgelegene Nestfund stammt aus dem Pamir in 3533 Metern Höhe.
Entsprechend der meist ariden Brutgebiete der Art überwintert der Rotschwanzwürger überwiegend in trockenen, karg mit Dornbüschen und vereinzelten Bäumen bestandenen Lebensräumen, meist unter 2400 Metern Höhe. Er bevorzugt dabei trockenere, vegetationsärmere Habitate als der auch im Winterquartier zum Teil sympatrische Neuntöter. Nur in den Feuchtgebieten am Tschadsee und im äußersten Westen seiner Winterverbreitung erscheint L. phoenicuroides auch in feuchteren Habitaten.
Die Brutdichte variiert regional sehr stark. Gebietsweise kann L. phoenicuroides hohe Siedlungsdichten erreichen. In Buschzonen der kasachischen Steppe, wo die Art vor allem in Beständen der Hornmelde nistet, betrug der Nestabstand etwa 100–150 Meter. Noch höhere Dichten mit Nestabständen um die 60 Meter konnten in einzelnen Flusstälern am Rande des Altai festgestellt werden. Dort sind die Aktivitätszentren balzender Männchen mit etwa 0,3 Hektar relativ klein.

## Wanderungen
Der Rotschwanzwürger ist ein obligater Zugvogel. Er verlässt seine Brutgebiete bereits ab Ende August; Ende September ist der Wegzug abgeschlossen. Die Art zieht in einem breiten Korridor in Richtung Westsüdwest; wenige Individuen überwintern bereits auf der Arabischen Halbinsel, die Mehrheit in Ostafrika, vom Sudan südwärts bis Südostkenia. In abnehmender Zahl erscheint die Art in den Wintermonaten in Zentralafrika und nur wenige erreichen westafrikanische Gebiete in Gambia und Senegal. Anfang März beginnt der Heimzug; er erfolgt auf der gleichen Route wie der Wegzug. Die Brutplätze werden gegen Ende März, vor allem aber in der ersten Aprilhälfte bezogen. Männchen erscheinen vor den Weibchen im Brutrevier.

## Nahrung und Nahrungserwerb
Der Rotschwanzwürger ernährt sich und seine Jungen fast ausschließlich von Wirbellosen, vornehmlich von Insekten. Käfer, unter ihnen vor allem Schnellkäfer, Schwarzkäfer und Blatthornkäfer machen bis zu zwei Drittel der Biomasse aus. Möglichst große Arten werden bevorzugt. Daneben fanden sich in den untersuchten Mageninhalten und Gewöllen noch Reste von Baumwanzen, Ameisenjungfern, Ameisen, Hummeln, Schmetterlingen und Raupen. Wirbeltiere wie kleine Reptilien und kleine Singvögel und deren Nestlinge scheinen nur ganz selten erbeutet zu werden.
Wie fast alle Würger ist auch der Rotschwanzwürger ein opportunistischer Lauerjäger, der von einem Ansitz aus die Umgebung beobachtet und die mit dem geringsten Energieaufwand erreichbaren Beutetiere am Boden schlägt. Kleinere Beute frisst er an Ort und Stelle, größere trägt er zu einem Fressplatz oder deponiert sie zur Vorratshaltung auf einem seiner Spießplätze. Daneben wurde beobachtet, wie er laufend den Boden nach geeigneter Beute absucht und Käfer aus Dunghaufen stochert.

## Brutbiologie

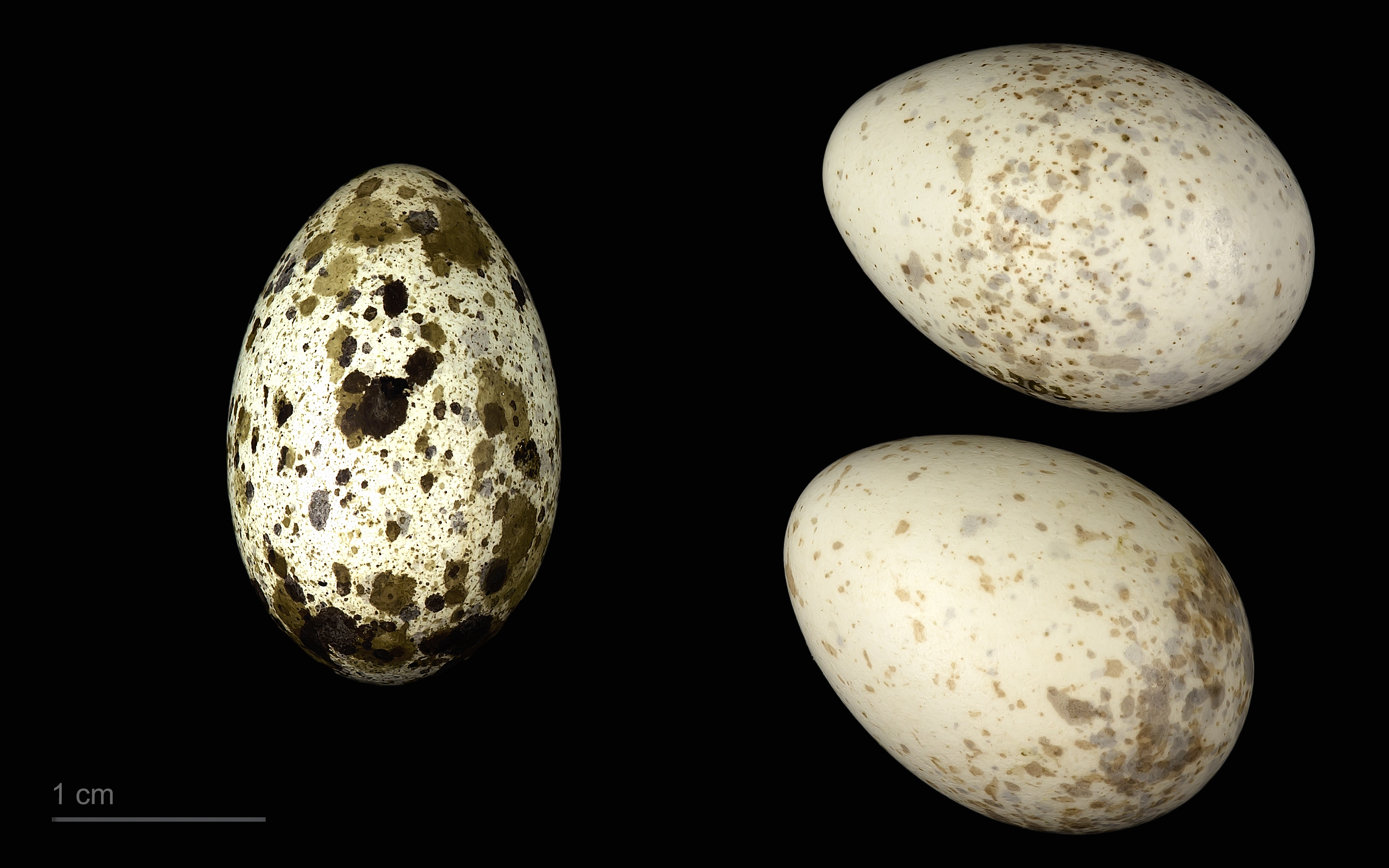
Links: Cuculus canorus rechts: Lanius phoenicuroides, Sammlung Museum von Toulouse

Männchen erscheinen ein bis zwei Wochen vor den Weibchen im Brutrevier; sie sind anfangs sehr unauffällig. Erst mit der Ankunft der Weibchen beginnen auch die territorial motivierten Verhaltensweisen, wie langsame Ausdrucksflüge, auffälliges, aufrechtes Sitzen und Rufen an den Reviergrenzen, deutlich zu werden. Insgesamt ist die Territorialität der Art jedoch vergleichsweise moderat und die Brutterritorien überlappen weiträumig, ohne dass besondere Aggressionsbegegnungen beobachtet worden wären. Die Paarbildung vollzieht sich schnell: Das Männchen setzt sich dicht neben das Weibchen und beginnt leise zu singen; dabei verbeugt es sich fortwährend, fächert die Flügel, gelegentlich auch den Schwanz, und wendet den Kopf auffällig hin und her. Das Weibchen bleibt weitgehend stumm und reglos; zuweilen fliegt es aber auf, wodurch Verfolgungsflüge und Nestortzeigen mit den ritualisierten Bewegungen des Nestmuldens ausgelöst werden. Mit den ersten Kopulationen ist die Paarbildung abgeschlossen und der Nestbau beginnt. Die Paare bleiben während der Brutzeit zusammen, danach erlischt die Bindung; über Nestorttreue und Wiederverpaarungen letztjähriger Partner ist nichts bekannt. Rotschwanzwürger brüten einmal im Jahr; Ersatzgelege bei frühem Gelegeverlust, mit oft der gleichen Eianzahl wie beim Hauptgelege, sind häufig.
Die Neststandorte sind sehr unterschiedlich: Büsche wie Weißdorn, Berberitzen, Hunds-Rose, Brombeeren, Hornmelde, Sanddorne und Tamarisken überwiegen; in höheren Lagen bevorzugt die Art Wacholder und Pistaziensträucher; eher selten dienen Bäume wie Ebereschen und verschiedene Arten von Pappeln als Brutgehölze. Die meisten Nester liegen in Höhen zwischen einem- und zwei Metern. Beide Altvögel bauen das Nest; der Großteil des Materials wird vom Männchen herbeigeschafft, während das Weibchen die Nestkonstruktion ausführt. Panov bezweifelt, dass das Männchen allein imstande ist, das Nest zu bauen, denn alle beobachteten Konstruktionsaktivitäten des Männchens waren ungeordnet und zuweilen konfus und wurden vom Weibchen umgehend revidiert. Das in seiner Größe auffallend variable Nest (90–240 mm Außendurchmesser) ist eine massive, dichte und ordentliche Konstruktion aus Zweigen und Trockengräsern, ausgebettet mit Pflanzenwolle, Federn und anderen weichen Materialien; auch grüne Pflanzenteile werden vor allem außen eingearbeitet. Es liegt meist im Inneren eines Busches, bevorzugt in einer Gabelung nahe dem Hauptstamm.
In den Niederungen am Kaspischen Meer beginnt die Legeperiode in den letzten Apriltagen; Je nach geographischer und topographischer Lage des Brutplatzes verschiebt sich der Legebeginn bis in den Juni. Die letzten frischen Erstgelege wurden Mitte Juli im Altai gefunden. Vollgelege bestehen aus durchschnittlich 5 (3–7) cremeweißen, oft rosa, bläulich oder grünlich behauchten Eiern in der durchschnittlichen Größe von 22,5 × 16,7 mm, die vor allem am stumpfen Ende rotbraune, braune oder violette Flecken aufweisen. Das Weibchen legt meist in den Morgenstunden ein Ei pro Tag. Nur das Weibchen brütet; die meisten beginnen erst nach dem letzten Ei fest zu brüten, einige aber auch schon kurz nach Beginn der Eiablage, sodass die Küken in großen Zeitabständen schlüpfen; in solchen Gelegen fliegen die zuletzt geschlüpften Jungen selten aus. Die Inkubationszeit liegt zwischen 13 und 17 Tagen, bei anhaltendem Schlechtwetter dauert sie noch länger. Auch die Dauer der Nestlingszeit ist wetterabhängig; im Durchschnitt beträgt sie 16 Tage. Nach dem Ausfliegen werden die Jungvögel noch etwa einen Monat von den Eltern betreut. Anfangs sind die Jungen untereinander sehr verträglich und schlafen dicht aneinandergedrängt. Nach und nach erwacht jedoch die innerartliche Aggression und die Jungvögel verlassen das Brutrevier. Details zur Dismigration liegen nicht vor.
Zum Bruterfolg liegen keine Angaben vor; auch die durchschnittliche Ausfliegerate ist nicht bekannt. Prädation durch eine Reihe von Nestprädatoren sowie anhaltendes Schlechtwetter in der Brut- und Aufzuchtsperiode sind die Hauptgründe für fehlgeschlagene Bruten. Erfolgsminimierend wirkt sich auch die sehr häufige Gelegeparasitierung durch den Kuckuck aus.

## Systematik
Die ersten Bälge dieser Art wurden bereits 1820 wissenschaftlich bewertet und verschiedenen Würgerarten (L. collurio, L. cristatus und L. isabellinus) als Unterart zugeordnet. 1873 erwähnte Nikolai Alexejewitsch Sewerzow Lanius phoenicuroides im Journal für Ornithologie, nannte aber keine Belege. 1875 schließlich beschrieb Herman Schalow die Art als Otomela phoenicuroides und erklärte ausdrücklich die Synonymität mit der 1873 vom russischen Naturforscher erwähnten Würgerart. Als Sammelort der Typusexemplare gab Schalow Shymkent im südlichen Kasachstan an. In der Folge wurde die Art in der westlichen Ornithologie meist als Unterart von L. isabellinus angesehen, während russische Ornithologen, vor allem Panov, weiter den Artstatus des Turkestanwürgers betonten. Im Jahre 2005 folgte schließlich die IOU den Empfehlungen von Rasmussen und Anderton und stellte Lanius phoenicuroides in Artrang. Begründet wurde diese Revision mit evidenten verhaltensbiologischen, morphologischen und molekulargenetischen Unterschieden zu L. isabellinus. Zurzeit (2018) wird diese Einschätzung allgemein anerkannt.
Da die Art mit L. collurio und L. cristatus sympatrisch vorkommt und häufig fruchtbar hybridisiert, wurden sehr viele Unterarten beschrieben; so wurde (L. p. karelini), eine weitgehend stabilisierte, grauköpfige Hybride von L. collurio und L. phoenicuroides als Tieflandform des Rotschwanzwürgers angesehen und von vielen Autoren sogar in Artrang gestellt. Ob auch zwischen dem Rotschwanzwürger und dem Isabellwürger Berührungszonen bestehen, ist zweifelhaft.
Zurzeit (Ende 2018) werden keine Unterarten anerkannt.

## Bestand und Bedrohung
Zum Bestand und der Bestandsentwicklung des Rotschwanzwürgers liegen keine detaillierten Untersuchungen vor. Panov bezeichnet die Art als verbreitet vorkommenden, in manchen Regionen häufigen Brutvogel, gibt aber auch an, dass sie stellenweise verschwunden ist, so aus großen Parkanlagen in Almaty. Im nordwestlichen Bereich des Brutgebietes wurden Ausbreitungstendenzen in Richtung Kaspische Senke festgestellt. Die IUCN schätzt den Bestand als stabil ein und sieht keine unmittelbaren Bedrohungen; infolge dessen wird die Bestandssituation mit LC=least concern (ungefährdet) bewertet.